# Kabinett Münch
Das Kabinett Münch bildete von 1991 bis 1993 die zweite Landesregierung von Sachsen-Anhalt. Nach dem geschlossenen Rücktritt der Regierung des bisherigen Ministerpräsidenten Gerd Gies (CDU) wählte der Landtag von Sachsen-Anhalt am 4. Juli 1991 den Minister der Finanzen Werner Münch (CDU) zum neuen Regierungschef. Auf ihn entfielen 61 von 98 gültigen Stimmen; sein Gegenkandidat Reinhard Höppner, der Vorsitzende der SPD-Landtagsfraktion, erhielt 29 Stimmen; acht Abgeordnete übten Stimmenthaltung. Im Anschluss an seine Vereidigung stellte Münch dem Landtag zunächst ein Rumpfkabinett mit sechs Ministern vor, die auch der ersten Landesregierung angehört hatten. Die Ressorts für Bildung, Finanzen und Inneres wurden zunächst geschäftsführend vom Ministerpräsidenten und den Ministern Walter Remmers und Werner Schreiber wahrgenommen.
Am 11. Juli 1991 bestätigte der Landtag gemäß § 2 des Gesetzes über die vorläufige Ordnung der Regierungsgewalt im Land Sachsen-Anhalt fünf neue Minister. Im Zuge dessen wurde das bisherige „Ministerium für Bildung, Wissenschaft und Kultur“ in ein „Ministerium für Schule, Erwachsenenbildung und Kultur“ und ein „Ministerium für Wissenschaft und Forschung“ aufgeteilt. Außerdem wurden die Abteilung 5 des Ministeriums des Innern (Städtebau und Wohnungswesen) mit den in der Staatskanzlei angesiedelten Referaten für Raumordnung und Landesplanung in ein neu geschaffenes „Ministerium für Raumordnung, Städtebau und Wohnungswesen“ überführt. Nach Abschluss der Regierungsbildung konnten die Fraktionen von CDU und FDP im Landtag von Sachsen-Anhalt ihre seit der Landtagswahl 1990 bestehende Koalition fortsetzen.
Bereits wenige Wochen nach dem Amtsantritt der neuen Regierung erklärten die Minister Gerd Brunner (FDP) und Otto Mintus (CDU) ihre Rücktritte. Ihnen konnte eine inoffizielle Tätigkeit für das ehemalige Ministerium für Staatssicherheit der DDR nachgewiesen werden. Am 12. September 1991 kam es deshalb zu einer Kabinettsumbildung auf drei Positionen.
Am 28. November 1993 trat schließlich Ministerpräsident Werner Münch vom Amt zurück, nachdem der öffentliche Druck im Zuge der „Gehälteraffäre“ – Vorwürfe des Bezugs von unrechtmäßigen Zulagen durch die aus Westdeutschland stammenden Regierungsmitglieder – zugenommen hatte. Gemäß Artikel 71 Absatz 1 der inzwischen verabschiedeten Verfassung des Landes Sachsen-Anhalt endete damit auch die Amtszeit der Minister. Am 2. Dezember 1993 wählte der Landtag den bisherigen CDU-Fraktionsvorsitzenden Christoph Bergner zum neuen Ministerpräsidenten. Die übrigen Regierungsmitglieder blieben – mit Ausnahme des „Bundesratsministers“ Hans-Jürgen Kaesler (FDP), der von Bergner umgehend entlassen wurde – bis zum Amtsantritt der Nachfolgeregierung am 15. Dezember 1993 geschäftsführend im Amt.

## Mitglieder der Landesregierung
| Amt | Name                                                                                                | Partei | Partei |
| --- | --------------------------------------------------------------------------------------------------- | ------ | ------ |
| Ministerpräsident | Werner Münch (bis 2. Dezember 1993)                                                                 |        | CDU    |
| Stellvertreter des Ministerpräsidenten | Gerd Brunner (bis 12. September 1991) Wolfgang Rauls (ab 12. September 1991)                        |        | FDP    |
| Minister des Innern | Hartmut Perschau (ab 11. Juli 1991) 1                                                               |        | CDU    |
| Minister der Finanzen | Wolfgang Böhmer (ab 11. Juli 1991) 2                                                                |        | CDU    |
| Minister für Arbeit und Soziales | Werner Schreiber                                                                                    |        | CDU    |
| Minister für Wissenschaft und Forschung | Rolf Frick (ab 11. Juli 1991)                                                                       |        | FDP    |
| Minister für Bildung, Wissenschaft und Kultur; ab 11. Juli 1991: Minister für Schule, Erwachsenenbildung und Kultur; ab 29. Oktober 1991: Kultusminister | Werner Sobetzko (ab 11. Juli 1991) 3                                                                |        | CDU    |
| Minister für Wirtschaft, Technologie und Verkehr | Horst Rehberger                                                                                     |        | FDP    |
| Minister(in) für Ernährung, Landwirtschaft und Forsten                                                                                                   | Otto Mintus (bis 12. September 1991) Petra Wernicke (ab 12. September 1991)                         |        | CDU    |
| Minister der Justiz | Walter Remmers                                                                                      |        | CDU    |
| Minister für Bundes- und Europaangelegenheiten | Gerd Brunner (bis 12. September 1991) Hans-Jürgen Kaesler (12. September 1991 bis 3. Dezember 1993) |        | FDP    |
| Minister(in) für Raumordnung, Städtebau und Wohnungswesen                                                                                                | Petra Wernicke (11. Juli 1991 bis 12. September 1991) Karl-Heinz Daehre (ab 12. September 1991)     |        | CDU    |
| Minister für Umwelt und Naturschutz | Wolfgang Rauls                                                                                      |        | FDP    |